# 大鱗裸齒隆頭魚
大鱗裸齒隆頭魚，為輻鰭魚綱鱸形目隆頭魚亞目隆頭魚科的其中一種，分布於西印度洋的莫三比克海域，棲息深度可達200公尺，體長可達18.5公分，生活習性不明。